# 金子政則
金子 政則（かねこ まさのり、1950年8月30日 - ）は、日本の政治家。岐阜県八百津町長（1期）。

## 経歴
岐阜県加茂郡八百津町に生まれる。1968年、岐阜県立多治見工業高等学校卒業。1972年、中京大学卒業。
2012年、16年ぶりに行われた八百津町長選挙に立候補するも落選。
2016年1月17日に行われた八百津町長選挙で新人2名を破り初当選した
。1月28日、町長に就任。
2020年1月15日、無投票で再選し、同1月28日より二期目を務める。